# Porażenie nerwu okoruchowego
Uszkodzenie nerwu okoruchowego (III nerwu czaszkowego) – powoduje osłabienie unerwianych przez ten nerw mięśni zewnętrznych gałki ocznej, oprócz mięśnia prostego bocznego (unerwiany przez nerw VI) i skośnego górnego (unerwiany przez nerw IV).
Objawami są:
- podwójne widzenie przy spojrzeniu we wszystkich kierunkach,
- ustawienie gałki ocznej na zewnątrz i w dół (strabismus divergens),
- ptoza (ptosis),
- poszerzenie źrenicy ze zniesieniem reakcji na światło i nastawienie,
- upośledzenie ruchu gałek ocznych w górę, ku środkowi i częściowo w dół[1].

Najczęstsze przyczyny to:
- tętniak tętnicy łączącej tylnej,
- zakrzepica zatoki jamistej,
- wieloogniskowe zapalenie nerwów, np. w cukrzycy,
- zespół szczeliny oczodołowej górnej (naciek nowotworowy).

Uszkodzenie jądra w śródmózgowiu:
- udar niedokrwienny śródmózgowia,
- wgłobienie haka zakrętu przyhipokampowego we wcięcie namiotu móżdżku,
- pierwotny albo przerzutowy guz śródmózgowia.